# Hans Reither
Hans Reither (* 3. Juni 1874 in Hadres; † 5. Dezember 1941) war ein österreichischer Politiker (SDAP) und Oberschaffner. Reither war von 1919 bis 1932 Abgeordneter zum Landtag von Niederösterreich.

## Leben
Nach dem Besuch der Volksschule trat Reither in den Dienst der Bahn und war als Oberschaffner tätig.

## Politik
Er wurde Obmann der politischen Lokalorganisation in Gmünd und war in der Gewerkschaft der Eisenbahner aktiv. Zudem war er Wirtschaftsrat der Staatsbahndirektion Wien und Vizebürgermeister von Unterwielands. Später war er Volksrat der Stadt Gmünd, Gemeinderat und von 1933 bis 1934 Bürgermeister von Gmünd. Er engagierte sich insbesondere im Bereich Wohnbau. Reither wurde am 20. Mai 1919 als Abgeordneter zum Niederösterreichischen Landtag angelobt und gehörte zwischen dem 10. November 1920 und dem 11. Mai 1921 der Kurie Niederösterreich Land an. Er schied am 21. Mai 1932 aus dem Landtag aus.